# Will (serie televisiva)
Will è una serie televisiva dramma britannico Regno Unito basata sulla vita (immaginaria) di William Shakespeare nei suoi primi 20 anni.
La produzione della serie è iniziata per una prima stagione, composta da dieci episodi, il 18 maggio 2016. È stata trasmessa in anteprima su TNT il 10 luglio 2017 e si è conclusa il 4 settembre 2017. La serie veniva trasmessa in prima visione alle 21:00 (EST), ma dopo quattro settimane, è stata spostata alle 23:00. Il 5 settembre 2017, la serie è stata cancellata dopo una sola stagione.

## Trama
Un giovane William Shakespeare fa il suo ingresso nella scena teatrale punk-rock della Londra del XVI secolo, un mondo seducente e violento dove il suo talento grezzo affronta un pubblico rivoltoso, fanatici religiosi e forme d'intrattenimento meno alte. Un genio ancora ingenuo, Will attira l'attenzione di Alice, la figlia bella, ribelle e capace di James Burbage, un carpentiere con una visione: costruire il più grande teatro di Londra dall'epoca romana. Pur essendo figlia di un impresario, Alice è ostacolata dalla società a perseguire una carriera a teatro. Suo fratello Richard ha un talento innato, ma è troppo innamorato di se stesso e incline all'esagerazione. Un incontro casuale con Will lo porta a collaborare con lui a quello che è destinato a diventare il più grande partenariato di scrittori e attori che il mondo abbia mai conosciuto.